# Mike Ross (homme politique)
Pour les articles homonymes, voir Mike Ross.
Michael Avery Ross, dit Mike Ross, né le 2 août 1961 à Texarkana (Arkansas), est un homme politique américain. Membre du Parti démocrate, il est élu de l'Arkansas à la Chambre des représentants des États-Unis de 2001 à 2013.

## Biographie

### Débuts professionnels et politiques
Mike Ross grandit à Prescott et Hope dans le sud-ouest de l'Arkansas. Il est diplômé d'un baccalauréat universitaire de l'université de l'Arkansas à Little Rock en 1987. Il occupe plusieurs emplois dans le domaine de la radio, du commerce et de l'assurance.
Ross s'engage en politique en 1982, lors de la campagne de Bill Clinton au poste de gouverneur. De 1985 à 1989, il travaille pour le lieutenant-gouverneur de l'Arkansas Winston Bryant. Il est ensuite élu au Sénat de l'Arkansas, où il siège de 1991 à 2000 sous les couleurs du Parti démocrate.

### Représentant des États-Unis
Lors des élections de 2000, Ross se présente à la Chambre des représentants des États-Unis face au républicain sortant Jay Dickey, dans le 4e district qui couvre le sud-ouest de l'Arkansas. Il est élu avec 51 % des voix. À noter que Dickey avait voté pour destituer Bill Clinton, très populaire dans cette circonscription où le président avait rassemblé près de deux-tiers des suffrages en 1996. Ross est réélu face à Dickey en 2002 avec une avance plus importante (61 % contre 39 %). Il est par la suite facilement réélu : sans opposant en 2004, avec 75 % des voix en 2006 et 86 % des suffrages en 2008,. 
Au Congrès, Ross siège au sein de la commission de l'énergie et du commerce. Membre de la Blue Dog Coalition, il mène en 2009 les négociations sur l'Obamacare pour le groupe centriste. Opposant à l'option publique d'assurance santé, il est à la fois attaqué par la gauche du Parti démocrate et par les républicains. Il rencontre son premier réel défi électoral depuis 2000 lors des élections de mi-mandat de 2010. S'il arrive en tête des sondages face à la républicaine Beth Anne Rankin, il se trouve loin de ses scores habituels. Malgré la vague républicaine qui défait de nombreux démocrates sudistes, il est réélu avec 57,5 % des voix En juillet 2011, il annonce qu'il ne sera pas candidat à un septième mandat en 2012,.

### Après le Congrès
Au printemps 2012, Ross accepte un poste de vice-président de Southwest Power Pool, membre de la North American Electric Reliability Corporation, et écarte ainsi toute candidature au poste de gouverneur en vue des élections de 2014.
En février 2014, il officialise cependant sa candidature pour devenir gouverneur de l'Arkansas et succéder au démocrate Mike Beebe, dont il souhaite poursuivre l'action. Il remporte facilement la primaire démocrate avec environ 85 % des voix et affronte alors le républicain Asa Hutchinson. Notamment handicapé par l'impopularité de Barack Obama en Arkansas, Ross est distancé dans les sondages. Il est finalement largement battu par Hutchinson, qui le devance d'environ 14 points.